# Pingpe
Pingpe, ook wel Penpé, Pempé, Penpen of Pengpeng, is een dorp in Sipaliwini in Suriname. Het ligt aan de rechteroever van de Boven-Surinamerivier, met dichtbij stroomafwaarts het dorp Semoisi. Aan de overzijde ligt het Jungle Resort Pingpe.
In het dorp wonen marrons. Rond 1926 was Anakene de kapitein van het dorp.
Het dorp heeft rond de 200 inwoners. Er tegenover ligt het eiland Mambijai.
Abenaston · Adawai · Akisiaman · Akwaukondre · Amakakondre · Asenbaso · Asidonhopo · Aurora · 
Begoeba · Begoon · Bekiokondre · Bendikwai · Bendiwata · Biudoematoe  · Bofokoele · Botopasi ·
Dan · Dangogo · Daume · Debikè · Deboo · Djemongo · Djoemoe · Duwatra ·
Foetoenakaba · Gingiston · Goddo · Godowatra · Goejaba · Gran Slee · Grantatai · Gunsi ·
Heikoenoenoe · Jawjaw ·
Kaajapati · Kajana · Kambaloea · Kampoe · Koonoo · Kuututen ·
Ladouanie · Lespansi · Ligorio · Malobi · Malroseekondre · Masiakriki · Moitori ·
Nazaleti · Nieuw-Aurora · Padalafanti · Pambo Oko · Pikin Slee · Pingpe · Pokigron ·
Saloebanga · Semoisi · Soolan · Stonhoekoe · Tjaikondre · Toemaripa · Toetoeboeka